# Isodontia egens
Isodontia egens är en biart som först beskrevs av Kohl 1898.  Isodontia egens ingår i släktet Isodontia och familjen grävsteklar. Inga underarter finns listade i Catalogue of Life.